# Sevenia
Sevenia is een afrotropisch geslacht van vlinders uit de Nymphalidae. De wetenschappelijke naam voor dit geslacht is voor het eerst voorgesteld door Ahmet Ömer Koçak in een publicatie uit 1996.

## Soorten
- Sevenia amazoula (Mabille, 1880)
- Sevenia amulia (Cramer, 1777)
- Sevenia benguelae (Chapman, 1872)
- Sevenia boisduvali (Wallengren, 1857)
- Sevenia consors (Rothschild & Jordan, 1903)
- Sevenia dubiosa (Strand, 1911)
- Sevenia garega (Karsch, 1892)
- Sevenia howensis (Staudinger, 1886)
- Sevenia madagascariensis (Boisduval, 1833)
- Sevenia morantii (Trimen, 1881)
- Sevenia natalensis (Boisduval, 1847)
- Sevenia occidentalium (Mabille, 1876)
- Sevenia pechueli (Dewitz, 1879)
- Sevenia pseudotrimeni (Kielland, 1985)
- Sevenia trimeni (Aurivillius, 1899)
- Sevenia umbrina (Karsch, 1892)